# ヴィヴィ湖
ヴィヴィ湖（ヴィヴィこ、ロシア語: о́зеро Ви́ви）は、ロシアのクラスノヤルスク地方エヴェンキースキー地区にある湖。面積は229平方キロメートルである 。
へき地に位置し、湖岸に常住集落は存在しない。南東岸の北緯66度25分 東経94度15分 / 北緯66.417度 東経94.250度地点に、ロシアの地理的重心が存在することで知られる。その地点には1992年に、高さ7メートルの記念碑が建立された。近くにはラドネジのセルギイに奉献された、より一層高い十字架がある。

## 地理
プトラナ台地の南端、シヴェルナ高原に接続する一帯にある。河川のような形状をした典型的な湖で、南端からニジニャヤ・ツングースカ川支流のヴィヴィ川が流出している。南北の長さはおよそ86キロメートルだが、東西の幅は長くとも5キロメートルに満たない 。